# Első Teleki-kormány

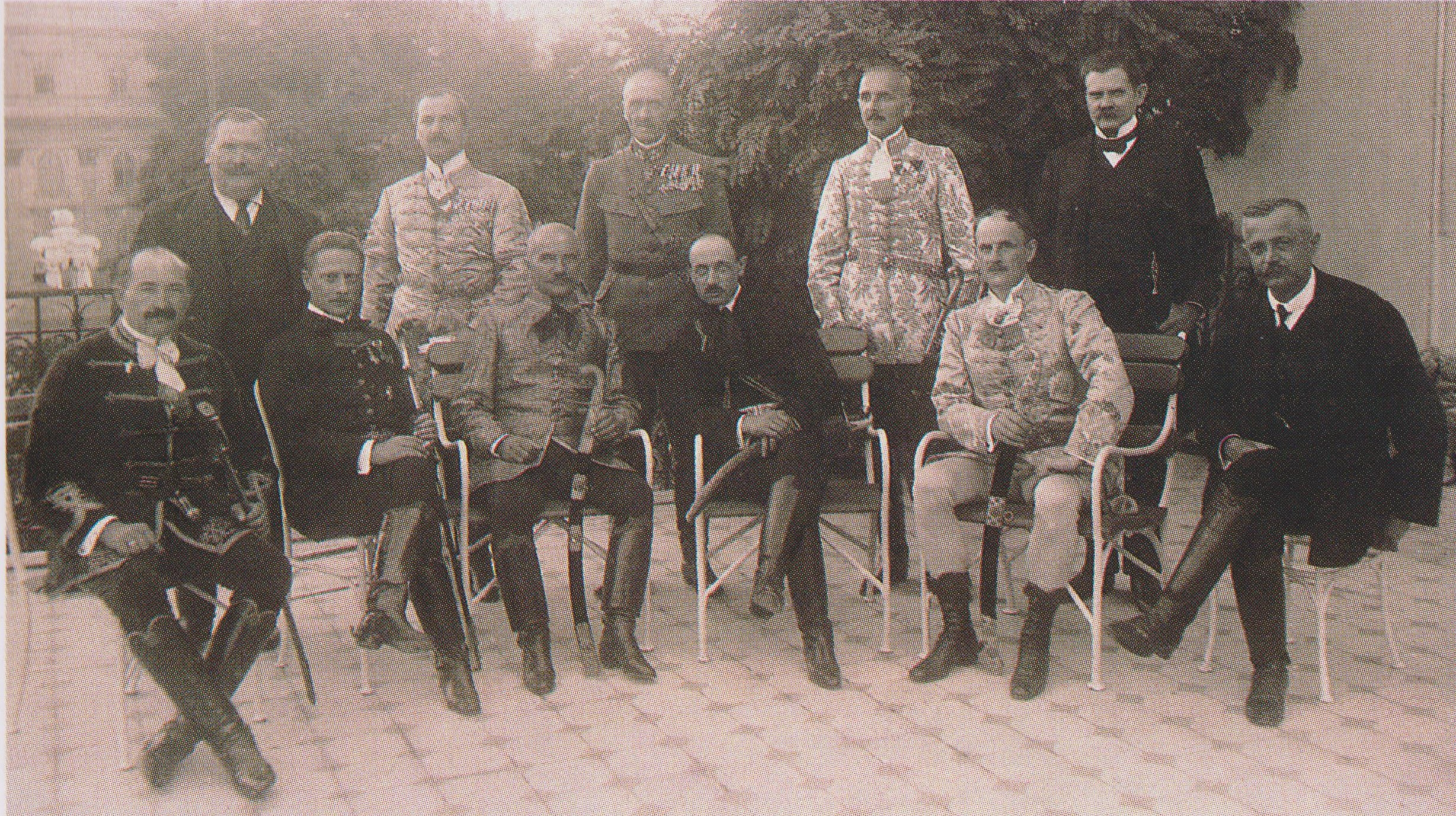
A kormány

Az első Teleki-kormány 1920. július 19. és 1921. április 14. között volt hivatalban. A Simonyi-Semadam-kormány csupán a trianoni békeszerződés aláírására és a román hadsereg kivonulásának lebonyolítására volt hivatott, továbbá csak olyan politikusokat tartalmazott, akik a jövőben nem kívántak résztvenni aktívan a politikai életben. A váltásra a Trianon miatti népszerűség vesztése illetve a fehérterror fokozódása miatt került sor. Az előző kormány több tagját is átvette a Teleki Pál gróf által megalakított új kabinet. Miután a kormánypárt részvételével Korányi Frigyes pénzügyminisztert leszavazták a parlamentben, december 2-án a kormány beadta lemondását majd december 16-án újjá alakult. Teleki végleges bukását az 1921. március 26-27-i királypuccsban való részvétele okozta.

## A kormány tagjai
| Név                                        | Hivatali idő kezdete | Hivatali idő vége   | Párt/szervezet        | Megjegyzés                                                    |
| Miniszterelnök                             | Miniszterelnök       | Miniszterelnök      | Miniszterelnök        | Miniszterelnök                                                |
| ------------------------------------------ | -------------------- | ------------------- | --------------------- | ------------------------------------------------------------- |
| Teleki Pál                                 | 1920. július 19.     | 1921. április 14.   |                       |                                                               |
| Belügyminiszter                            |                      |                     |                       |                                                               |
| Ferdinandy Gyula                           | 1920. július 19.     | 1921. február 19.   | Országos Kisgazdapárt |                                                               |
| Tomcsányi Vilmos Pál                       | 1921. február 19.    | 1921. április 14.   | Országos Kisgazdapárt |                                                               |
| Földmívelésügyi miniszter                  |                      |                     |                       |                                                               |
| Rubinek Gyula                              | 1920. július 19.     | 1920. augusztus 17. | Országos Kisgazdapárt |                                                               |
| Nagyatádi Szabó István                     | 1920. augusztus 17.  | 1921. április 14.   | Országos Kisgazdapárt |                                                               |
| Honvédelmi miniszter                       |                      |                     |                       |                                                               |
| Sréter István                              | 1920. július 19.     | 1920. december 16.  |                       |                                                               |
| Belitska Sándor                            | 1920. december 16.   | 1921. április 14.   |                       |                                                               |
| Igazságügy-miniszter                       |                      |                     |                       |                                                               |
| Tomcsányi Vilmos Pál                       | 1920. július 19.     | 1921. április 14.   | Országos Kisgazdapárt |                                                               |
| Kereskedelemügyi miniszter                 |                      |                     |                       |                                                               |
| Rubinek Gyula                              | 1920. július 19.     | 1920. december 16.  |                       |                                                               |
| Hegyeshalmi Lajos                          | 1920. december 16.   | 1921. április 14.   |                       |                                                               |
| Külügyminiszter                            |                      |                     |                       |                                                               |
| Csáky Imre                                 | 1920. július 19.     | 1920. december 16.  |                       |                                                               |
| Teleki Pál                                 | 1920. december 16.   | 1921. január 18.    | KNEP                  | ideiglenesen, miniszterelnökként                              |
| Gratz Gusztáv                              | 1921. január 18.     | 1921. április 14.   |                       |                                                               |
| Népjóléti és munkaügyi miniszter           |                      |                     |                       |                                                               |
| Benárd Ágost                               | 1920. július 19.     | 1921. április 14.   |                       |                                                               |
| Pénzügyminiszter                           |                      |                     |                       |                                                               |
| Korányi Frigyes                            | 1920. július 19.     | 1920. december 16.  | Országos Kisgazdapárt |                                                               |
| Hegedüs Lóránt                             | 1920. december 16.   | 1921. április 14.   |                       |                                                               |
| Vallás- és közoktatásügyi miniszter        |                      |                     |                       |                                                               |
| Haller István                              | 1920. július 19.     | 1920. december 16.  | KNEP                  |                                                               |
| Vass József                                | 1920. december 16.   | 1921. április 14.   | KNEP                  |                                                               |
| Tárca nélküli (közélelmezésügyi) miniszter |                      |                     |                       |                                                               |
| Vass József                                | 1920. július 19.     | 1921. április 14.   | KNEP                  | december 16-tól vallás- és közoktatásügyi miniszter is egyben |